# 正木家住宅
正木家住宅（まさきけじゅうたく）は、奈良県奈良市毘沙門町にある町家。2016年、主屋と蔵が登録有形文化財に登録された。

## 特徴
建築時期は江戸時代後期で、幾度かの改修を経ている。
2005年（平成17年）から奈良女子大学セミナーハウスとして借り受けており、教育やイベント等に活用されている。
「国土の歴史的景観に寄与しているもの」との登録基準に従い、2016年11月29日付けで主屋と蔵が登録有形文化財に登録された。

### 主屋
木造一部2階建の瓦葺で、通りに西面し建築面積は169平方メートル。
表構えの1階部分は新しく作られたものであるが、つし2階に虫籠窓を持ち、高塀を落棟部分の前面に建てている。
内部には、吹き抜けの土間や竈、井戸等を残し、往時の姿をよく残している。
明治後期・昭和前期・2008年（平成20年）にそれぞれ改修が行われている。

### 蔵
切妻造本瓦葺の土蔵で、主屋背面側に建てられ、建築面積51平方メートル。
明治前期頃に南側に増築され、昭和前期と2010年（平成22年）頃に改修も受けている。
西面で中庭に面し、そこに庇を付けて縁としており、円窓を北端の物入れに設けている。